# Barzan
Barzan è un comune francese di 453 abitanti situato nel dipartimento della Charente Marittima nella regione della Nuova Aquitania.
Nel suo territorio si trovano i resti del sito del Fâ, identificato con la città gallo-romana di Novioregum.

## Società

### Evoluzione demografica
Abitanti censiti